# Heinrich von Hatzfeld
Heinrich von Hatzfeld (* nach 1523: † im 16. Jahrhundert) war Domherr in Münster, Mainz und Paderborn.

## Leben
Heinrich von Hatzfeld entstammte dem edelfreien Geschlecht von Hatzfeld, das aus dem oberen Lahngau kam und dessen Name sich von dem Stammhaus Hatzfeld ableitete. Zahlreiche namhafte Persönlichkeiten sind daraus hervorgegangen. Er war der Sohn des Hermann von Hatzfeld zu Werther (1493–1539) und dessen Gemahlin Anna Droste von Schweckhausen († 1553). Sie heirateten 1523. Durch die Ehe, die acht Kinder hervorbrachte, kam 1526 die Herrschaft Werther in den Besitz der Familie. Heinrichs Bruder Johann († 1564, ⚭ Anna von Wendt) wurde Nachfolger seines Vaters als Herr zu Werther.
Sein Bruder Sebastian war Domherr in Münster, Wilhelm Domherr in Münster und Paderborn. Heinrichs Onkel Georg war Domdechant in Münster.
Im Jahre 1558 erhielt er eine münstersche Dompräbende und wurde im Jahr darauf emanzipiert. Er blieb bis zum 9. Oktober 1564 im Besitz der Pfründe, als er zugunsten des Bernhard Morrien verzichtete.